# Liste der Naturdenkmale in Eilenburg

Stadtwappen

Die Liste der Naturdenkmale in Eilenburg weist die Naturdenkmale in der sächsischen Kreisstadt Eilenburg aus. Sie enthält neun Naturdenkmale, die 13 Bäume sowie einen Findling umfassen und im Jahr der letzten Festsetzung 2001 vom Landesamt für Umwelt, Landwirtschaft und Geologie erfasst wurden, sowie ein Flächennaturdenkmal.

## Definition
„Gesetz über Naturschutz und Landschaftspflege (BNatSchG), § 28 Naturdenkmäler:
 Naturdenkmäler sind rechtsverbindlich festgesetzte Einzelschöpfungen der Natur oder entsprechende Flächen bis zu fünf Hektar, deren besonderer Schutz erforderlich ist
1. aus wissenschaftlichen, naturgeschichtlichen oder landeskundlichen Gründen oder
2. wegen ihrer Seltenheit, Eigenart oder Schönheit.“

„SächsNatSchG, § 18 Naturdenkmäler (zu § 28 BNatSchG):
1. Die Erklärung nach § 22 Abs. 1 BNatSchG von Teilen von Natur und Landschaft als Naturdenkmal erfolgt durch Rechtsverordnung oder Einzelanordnung.
2. Über § 28 Abs. 1 BNatSchG hinaus können Naturdenkmäler zur Sicherung von Lebensgemeinschaften oder Lebensstätten von im Bestand gefährdeten oder streng geschützten Arten festgesetzt werden.“

## Legende
- Bild: zeigt ein Bild des Naturdenkmals (noch unvollständig)
- Objekt: nennt Art des Naturdenkmals
- Lage: gibt die Straße und sofern vorhanden die Grundstücksnummer des Naturdenkmals an sowie die Lage auf einer Karte
- Alter: gibt an, wann das Naturdenkmal gepflanzt wurde (nur bei Pflanzen)
- Beschreibung: liefert weitere Informationen zum Naturdenkmal

## Naturdenkmale in Eilenburg
| Bild | Objekt                      | Lage                              | Alter     | Beschreibung |
| ---- | --------------------------- | --------------------------------- | --------- | --- |
|      | Ginkgo                      | Bahnhofstraße 25 (Lage)           | um 1870   | Das Naturdenkmal steht auf dem Privatgrundstück der Lebenshilfe Eilenburg e. V. Die Höhe des Baumes beträgt etwa 20 Meter, die Krone misst zwei bis drei Meter. |
|      | Stieleiche                  | gegenüber Bahnhofstraße 25 (Lage) | unbekannt | Das Naturdenkmal befindet sich auf einer städtischen Grünanlage in unmittelbarer Nähe von Busbahnhof und Feuerwache. Der Baum ist etwa 20 Meter hoch, der Kronendurchmesser misst ebenfalls etwa 20 Meter. |
|      | Findling                    | Dr.-Külz-Ring (Lage)              | -         | Der Findling befindet sich in einer städtischen Grünanlage in unmittelbarer Nähe des alten Realgymnasiums. Er misst 1,04 Meter Höhe mal 1,65 Meter Breite mal 1,53 Meter Tiefe und hat einen Umfang von 4,4 Metern. Er stammt aus dem Endmoränengebiet südwestlich von Eilenburg. Er wurde ursprünglich als Gedenkstein für die gefallenen Oberschüler des benachbarten Gymnasiums aufgestellt. Die angebrachte Metallplatte wurde nach 1945 entfernt und war bereits 1957 nicht mehr vorhanden. Der Stein besteht aus nordischem Granit, die Oberfläche ist wulstig-glatt und besitzt Risse. Er besitzt Einschlüsse von Feldspäten und Quarzen |
|      | 2 Blutbuchen                | Dr.-Külz-Ring (Lage)              | um 1906   | Ebenfalls in der Grünanlage am alten Gymnasium gelegen, erscheinen die beiden eng beieinander stehenden Blutbuchen als ein Baum. Sie haben einen gemeinsamen Kronendurchmesser von 23 Metern. Sie besitzen einen Stammumfang von 3,2 bzw. 2,55 Metern. |
|      | Tulpenbaum                  | Dr.-Külz-Ring (Lage)              | um 1910   | Auch dieses Naturdenkmal befindet sich in unmittelbarer Nähe des Gymnasiums auf städtischem Grund. Der dreistämmige Baum ist etwa 20 Meter hoch. Er wurde 1957 unter Naturschutz gestellt. |
|      | 2 Platanen                  | Mühl-/Degenkolbstraße (Lage)      | um 1810   | Die zwei Platanen befinden sich in Straßenecklage auf einem Firmengelände. Sie gehören wahrscheinlich zum ehemaligen Garten des nahegelegenen alten Fabrikantensitzes. Bei einer Höhe von etwa 29 Metern weist der Baum einen Kronendurchmesser von etwa 30 Metern. Der Stammumfang beträgt etwa 6,4 Metern. |
|      | Blutbuche                   | Mühlstraße (Lage)                 | um 1810   | Die ursprünglich zwei Blutbuchen befinden sich auf dem heute verwilderten Grundstück des alten Fabrikantensitzes. Entsprechend dem einstigen Besitzer des Herrenhauses, dem Fabrikanten Johann Jacob Bodemer, wurden diese Bäume auch als Bodemer-Buchen bezeichnet, wobei eine Buche bereits vor 1995 verloren ging. Die verbliebene Buche ist an dieser Stelle weitestgehend kahl. Die Bäume waren seit 1957 unter Schutz gestellt. |
|      | 4 Eiben                     | Mühlstraße (Lage)                 | um 1810   | Die vier Eiben befinden sich ebenso im ehemaligen Park des Herrenhauses, sind jedoch von anderen Arten überwuchert und als Naturdenkmal nicht mehr auszumachen. Der bei der letzten Inspektion 1995 festgestellte dringende Feinschnittbedarf blieb folgenlos. Die Unterschutzstellung erfolgte 1957. |
|      | Eiche                       | Schlossberg (Lage)                | 1917/1924 | → Hauptartikel: Luthereiche (Eilenburg) Die Eiche befindet sich in der Nähe der Marienkirche auf städtischem Grund. Sie wurde 1917 zum 400-jährigen Jubiläum von Martin Luthers Thesenanschlag gepflanzt und trägt daher auch den Namen Luthereiche. Der Baum wurde 2001 unter Naturschutz gestellt. |
|      | Fließgraben am Kämmereirand | westlich von Behlitz (Lage)       |           | Flächennaturdenkmal (tdo: 34). An der Gemarkungsgrenze mit Schönwölkau. |